# Ягуар жив!
«Ягуар жив!» — американский боевик Эрнеста Пинтоффа, одну из ролей в котором исполнил чемпион мира по каратэ — Джо Льюис. Премьера фильма состоялась 31 августа 1979 года в Лос-Анджелесе.

## Синопсис
Джон Кросс по прозвищу «Ягуар» — спецагент, который должен уничтожить главарей банды, торгующей наркотиками в столицах самых разных стран мира.

## В ролях
- Джо Льюис — Джонатан Кросс или просто «Ягуар»
- Кристофер Ли — Адам Кэйн
- Дональд Плезенс — генерал Вилланова
- Барбара Бах — Анна Томпсон
- Капучине — Зина Ванакор
- Джон Хьюстон — Бен Эшир

## Критика
Пол Тейлор из The Monthly Film Bulletin написал в критической статье, что актуальность фильма устарела на 9 лет: «… в целом фильм воспринимается как безвкусная работа». Тем не менее он отметил актёрскую игру Дональда Плезенса.